# Peter Byrne
Pour les articles homonymes, voir Peter Byrne (basket-ball) et Byrne.
Peter James Byrne est un acteur britannique né le 29 janvier 1928 à West Ham (Grand Londres, Royaume-Uni) et mort le 14 mai 2018.

## Filmographie
- 1956 : Reach for the Sky : Civilian pilot who witnesses Bader's crash
- 1960 : Watch Your Stern : Sailor.
- 1961 : Raising the Wind : 1st Horn
- 1963 : Carry on Cabby : Bridegroom
- 1986 : Bread (série TV) : Derek